# Stefan Reisinger
Stefan Reisinger, né le 14 septembre 1981 à Landshut, est un footballeur allemand comme attaquant reconverti entraîneur.